# Cat Stevens
Cat Stevens o Yusuf, pseudonimo di Steven Demetre Georgiou, o Yusuf Islam (Londra, 21 luglio 1948), è un cantautore britannico.

## Biografia
Figlio di padre greco-cipriota (Stavros Georgiou) e madre svedese (Ingrid Wickman), cresce a Shaftesbury Avenue, nel quartiere di Soho a Londra, sopra il ristorante di proprietà del padre dove veniva spesso suonata musica popolare greca, dalla quale verrà influenzato. Per un breve periodo della sua infanzia si sposta con la madre a Gävle in Svezia, dove impara i primi rudimenti della pittura dallo zio Hugo. Ciò influenzerà la carriera artistica del futuro Cat Stevens, spesso autore delle copertine dei propri album.
All'inizio della sua carriera musicale, Georgiou adotta il nome Cat Stevens dopo che un'amica gli fa notare che i suoi sembrano gli occhi di un gatto.
Siamo in pieno periodo Swinging London, e Stevens incarna in pieno lo stereotipo del cantante pop commerciale dell'epoca, un'immagine dalla quale egli si distanzierà notevolmente negli anni a seguire. Dopo i primi due album Matthew & Son e New Masters, che ottengono un tiepido successo soprattutto grazie a qualche singolo come I Love My Dog, Stevens si ammala gravemente di tubercolosi e passa un certo periodo in un sanatorio di Midhurst, nella campagna del Regno Unito. Qui comincia a riflettere sul proprio futuro, sulla propria carriera (cambia casa discografica), sul proprio stile di vita, decidendo di operare un drastico cambiamento anche a partire dall'immagine: capelli più lunghi, barba e abiti più informali.
Il periodo lontano dalle scene lascia il segno e nel giro di due anni (1970 e 1971) dà alle stampe tre album, Mona Bone Jakon, Tea for the Tillerman e Teaser and the Firecat, che gli frutteranno la fama internazionale: il singolo Lady D'Arbanville rimane al primo posto in Francia per quattro settimane, secondo nei Paesi Bassi e ottavo nel Regno Unito; Wild World, Father and Son, Morning Has Broken, Moonshadow, Peace Train sono altri brani fra i più celebri. Lo stile musicale è quello che contraddistinguerà Stevens per tutta la sua carriera: chitarre acustiche in primo piano, sonorità delicate, richiami alla tradizione greca, testi a metà strada tra la canzone d'amore ed il misticismo, il tutto condito dalla calda vocalità dello stesso Stevens. In questo periodo il cantautore partecipa anche alla colonna sonora del film Harold e Maude, con brani già editi e i due inediti Don't Be Shy e If You Want to Sing Out, Sing Out.
Gli album successivi Catch Bull at Four, Foreigner, Buddha and the Chocolate Box e Numbers abbandonano in parte lo stile acustico per soluzioni sperimentali più elettriche. Decisivo è in tal senso l'ingresso, nel gruppo di musicisti che accompagna Stevens, del tastierista Jean Roussell. Tra i brani di maggior successo di tali album vi sono Sitting, The Hurt e Oh Very Young. Nel frattempo Stevens intraprende una serie di tour intorno al mondo e arriverà a vendere oltre quaranta milioni di dischi. Il suo primo concerto in Italia si tiene a Roma nel 1974. Si trasferisce successivamente in Brasile per motivi di tasse, e comincia ad avvicinarsi a tematiche prettamente religiose. Nel 1976 suo fratello, di ritorno da un viaggio a Gerusalemme, gli regala una copia del Corano che segnerà la sua vita.

Nel 1977, dopo aver rischiato di morire annegato a Malibù, secondo un aneddoto da lui stesso citato più volte, Stevens si converte all'Islam adottando il nome Yusuf Islam. Incide ancora Izitso e Back to Earth dopodiché si ritira completamente dalle scene e diventa un membro eminente della comunità musulmana di Londra, aprendo anche la Islamia Primary School, una scuola nel nord della capitale del Regno Unito. Balza agli onori delle cronache nel 1989, quando apparentemente appoggia la fatwā lanciata contro lo scrittore Salman Rushdie per i suoi I versi satanici. In realtà Islam, il quale si trovava al Kingston Polytechnic di Londra per un incontro con gli studenti, si era limitato a spiegare il perché di quella condanna da parte del mondo musulmano, senza mai invocare direttamente alcuna sanzione, precisando successivamente che non avrebbe appoggiato la richiesta dell'ayatollah Khomeini in quanto lesiva della legislazione del Regno Unito. Questa controversia comunque gli avrebbe causato l'ostracismo di gran parte del mondo musicale per lungo tempo.

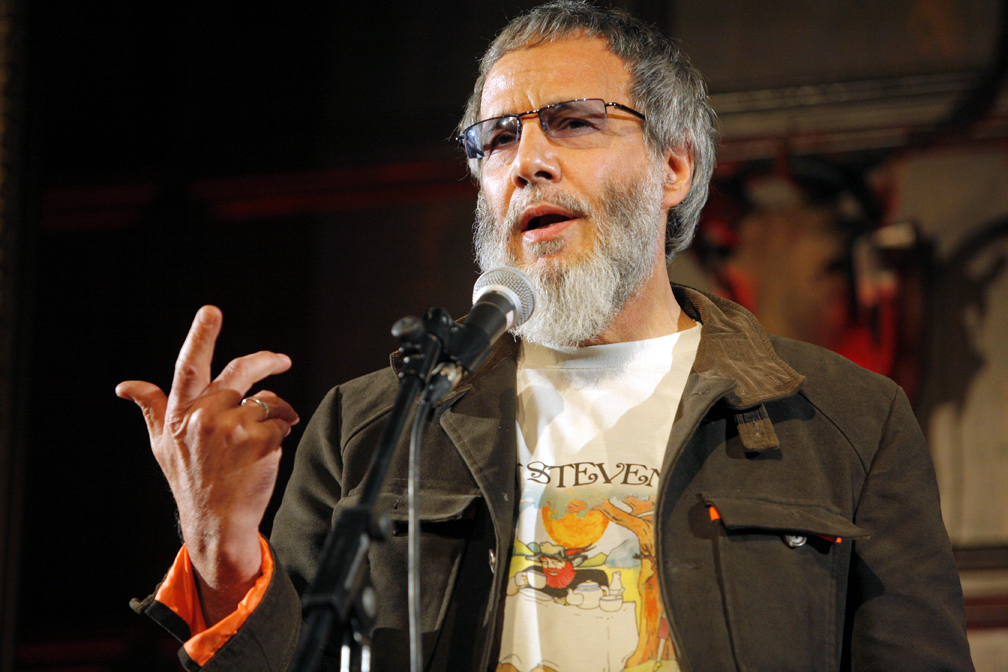
Yusuf Islam/Cat Stevens (2009)

Nel 2004, Islam è di nuovo nell'occhio del ciclone quando gli viene negato l'ingresso negli Stati Uniti d'America poiché il suo nome è nella lista degli indesiderati dopo gli eventi dell'11 settembre 2001. Il cantautore si trovava su un volo Londra-Washington, quando all'improvviso l'aeroplano viene dirottato in un altro aeroporto e Islam viene trattenuto e fatto tornare indietro. Il caso fa mobilitare anche l'allora Ministro degli Esteri del Regno Unito Jack Straw in difesa del cantante. Yusuf Islam vive tuttora a Londra con sua moglie e i suoi cinque figli. Ha fondato associazioni benefiche come Muslim Aid e Small Kindness per assistere le vittime della carestia in Africa. Inoltre, il cantante ha donato parte delle royalties del suo box set statunitense del 2001 al fondo per le vittime degli attentati dell'11 settembre 2001.
Tornato a calcare le scene, collaborando di nuovo con Peter Gabriel in occasione di un concerto in onore di Nelson Mandela a Johannesburg nel 2013, duettando con Ronan Keating il brano Father and Son, nel 2006 ha pubblicato l'album An Other Cup. Nel 2007 pubblica un DVD live, Yusuf's Cafè Session, registrato durante un concerto tenuto al Porchester Hall di Londra, mentre nel 2009 esce il suo album Roadsinger, per il quale nel 2011 si è esibito in un tour europeo. Nel 2012 ha scritto, sceneggiato e prodotto un suo musical, denominato Moonshadow, in prima mondiale a Melbourne, con 58 appuntamenti in Australia: il tour europeo è ancora da definire. Nel 2014 partecipa come ospite alla serata iniziale del Festival di Sanremo dove propone Peace Train, Maybe There's a World (con citazione di All You Need Is Love dei Beatles) e Father and Son e annuncia il suo prossimo album, in fase di ultimazione. Nel 2014 esce il suo album Tell 'Em I'm Gone, metà cover e metà canzoni sue, accompagnato dal nuovo tour Peace train… late again tour con un'unica data italiana al Mediolanum Forum.
Il 15 settembre 2017 pubblica il nuovo album The Laughing Apple, edito dalla Decca, con dieci tracce nuove ed il riarrangiamento di una vecchia canzone, Blackness of the Night.
A distanza di tre anni dall'ultima pubblicazione ufficiale, il 18 settembre 2020 Cat Stevens è tornato con un disco celebrativo del 50º anniversario di Tea for the Tillerman.

## Discografia

### Come Cat Stevens

#### Album in studio
- 1967 - Matthew & Son
- 1967 - New Masters
- 1970 - Mona Bone Jakon
- 1970 - Tea for the Tillerman
- 1971 - Teaser and the Firecat
- 1972 - Catch Bull at Four
- 1973 - Foreigner
- 1974 - Buddha and the Chocolate Box
- 1975 - Numbers
- 1977 - Izitso
- 1978 - Back to Earth
- 2020 - Tea for the Tillerman 2
- 2023 - King of a Land
- 2025 - Nature

#### Album dal vivo
- 1974 - Saturnight
- 2004 - Majikat

#### Colonne sonore
- 1972 - Harold and Maude Soundtrack by Cat Stevens (ristampato come compilation nel 2007)

#### Raccolte
- 1975 - Greatest Hits
- 1984 - Footsteps in the Dark: Greatest Hits, Vol. 2
- 1987 - Classics, Vol. 24
- 1989 - The Best of Cat Stevens
- 1999 - Remember Cat Stevens - The Ultimate Collection
- 2000 - The Very Best of Cat Stevens
- 2001 - Cat Stevens - The Box Set
- 2005 - Gold
- 2007 - 20th Century Masters: The Millennium Collection - The Best of Cat Stevens

### Come Yusuf Islam

#### Album in studio
- 1995 - The Life of the Last Prophet
- 1998 - I Have No Cannons that Roar
- 1999 - Prayers of the Last Prophet
- 2000 - A Is For Allah
- 2003 - I Look I See
- 2006 - An Other Cup
- 2009 - Roadsinger
- 2014 - Tell 'Em I'm Gone
- 2017 - The Laughing Apple
- 2023 - King of a Land
- 2025 - Nature

#### Album dal vivo
- 2003 - Night of Remembrance: Live at the Royal Albert Hall

## Premi e riconoscimenti
- 2004 - Uomo per la pace